# Det kinesiske skomuseum
Det kinesiske skomuseum (kinesisk: 中国古鞋博物馆, pinyin: Zhongguo gu xie bowuguan, eller 中国鞋博物馆 / Zhongguo Xie Bowuguan) er et museum grundlagt i 1990 i amtet Si i den kinesiske provins Anhui. Den har en samling på 2.000 par traditionelle kinesiske sko og over 800 billeder.